# Yoshiki Hiki
Yoshiki Hiki (japanisch 比企 芳樹 Hiki Yoshiki; * 28. Juli 1933 in Tokio; † 14. Oktober 2022) war ein japanischer Ruderer und Chirurg.

## Biografie
Yoshiki Hiki gehörte bei den Olympischen Sommerspielen 1956 im Melbourne zur japanischen Crew in der Achter-Regatta. Das Boot schied im Halbfinale aus.
1958 schloss Hiki an der Keiō-Universität ein Medizinstudium ab und spezialisierte sich auf die Chirurgie. Von 1963 bis 1967 arbeitete er als Assistent in diesem Fachbereich an der Keiō-Universität. Zudem absolvierte er ein Auslandsstudium als Assistenzarzt in der Chirurgischen Klinik der Christian-Albrechts-Universität zu Kiel. Nach seiner Rückkehr nach Japan wurde er 1967 Leiter des endoskopischen Labors der Keiō-Universität. Zwischen 1971 und 2000 war er als Professor für Chirurgie an der Kitasato-Universität tätig. 1997 wurde er in der Sektion Chirurgie, Orthopädie und Anästhesiologie in die Deutsche Akademie der Naturforscher Leopoldina aufgenommen.